# Datura4
Datura4 ist eine aus Fremantle stammende australische Band, die nach anfänglichen Auftritten mit verschiedenen Musikern in Pubs in Perth und Fremantle im Jahr 2011 von Dom Mariani und Greg Hitchcock ins Leben gerufen wurde. Beide, bereits in anderen Formationen erfolgreiche Solisten, gedachten mit diesem Schritt, ihrer gemeinschaftlichen Vorliebe für Rock ’n’ Roll, Psychedelic Rock und progressiven Blues Rechnung tragen zu können.

## Geschichte
Vier Jahre nach Gründung von Datura4, der Bandname lehnt sich an eine giftige Pflanze, dem Stechapfel, an, sowie einigen vorangehenden Auftritten in den Pubs von Perth und Fremantle, mit in Australien bekannten Musikern, veröffentlichen Dom Mariani, Greg Hitchcock, Stu Loasby und Warren Hall im Jahr 2015 das Debütalbum Demon Blues. Bereits ein Jahr später 2016 erschien, wie zuvor, bei Alive Records das Zweite Album Hairy Mountain, in gleicher Besetzung. Es folgen die Alben Blessed is the Boogie 2019 und West Coast Highway Cosmic 2020. Für den Juli 2022 ist ein fünftes Album, Neanderthal Jam, angekündigt.

## Diskografie

### Alben
- 2015: Demon Blues (Alive Records)
- 2016: Hairy Mountain (Alive Records)
- 2019: Blessed is The Boogie (Alive Records)
- 2020: West Coast Highway Cosmic (Alive Records)
- 2022: Neanderthal Jam (Alive Naturalsound Records)
- 2024: Invisible Hits (Alive Naturalsound Records)

### Singles & EPs
- 2020: Rule My World (Alive Records)